# Michaił Ignatjew
Michaił Borisowicz Ignatjew (ros. Михаил Борисович Игнатьев;  ur. 7 maja 1985 w Leningradzie) – były rosyjski kolarz szosowy i torowy, zawodnik grupy Team Katusha.
Dwukrotny medalista igrzysk olimpijskich. Startując w konkurencjach torowych zdobył złoty medal w wyścigu punktowym w Atenach (2004) i brązowy cztery lata później w madisonie (razem z Aleksiejem Markowem) w Pekinie (2008).
Czterokrotny medalista mistrzostw świata. Tytuł mistrzowski zdobył w Madrycie w 2005 roku w szosowych mistrzostwach świata w jeździe indywidualnej na czas juniorów. W następnych latach: w Salzburgu (2006) i Stuttgarcie (2007) zdobywał wicemistrzostwo świata juniorów (U23) w tej specjalności. W swoim dorobku ma również brązowy medal torowych mistrzostw świata z 2007 roku w wyścigu punktowym.
W 2006 roku przeszedł na zawodowstwo, gdzie w pierwszym roku startów wygrał dwa etapy i cały wyścig Tour de Lleida, a  w 2007 roku Trofeo Laigueglia. W 2009 roku z powodzeniem startuje w Tour de France, będąc drugim kolarzem na mecie 5. etapu i zdobywając koszulkę najaktywniejszego kolarza największego wyścigu na świecie.

## Najważniejsze osiągnięcia

### tor
- 2002
  -  1. miejsce w mistrzostwach świata juniorów (wyścig punktowy)
- 2002
  -  1. miejsce w mistrzostwach świata juniorów (madison)
- 2004
  -  1. miejsce w igrzyskach olimpijskich (wyścig punktowy)
- 2006
  -  2. miejsce w mistrzostwach Europy do lat 23 (wyścig ind. na dochodzenie)
- 2007
  -  3. miejsce w mistrzostwach świata (wyścig punktowy)
- 2008
  -  3. miejsce w igrzyskach olimpijskich (madison)

### szosa
- 2002
  -  1. miejsce w mistrzostwach świata juniorów (jazda ind. na czas)
- 2003
  -  1. miejsce w mistrzostwach świata juniorów (jazda ind. na czas)
- 2005
  -  1. miejsce w mistrzostwach świata (do lat 23, jazda ind. na czas)
- 2006
  -  2. miejsce w mistrzostwach świata (do lat 23, jazda ind. na czas)
  - 1. miejsce w Tour de Lleida
    - 1. miejsce na 1. i 2. etapie
- 2007
  - 1. miejsce  w Trofeo Laigueglia
  - 1. miejsce na prologu Ster Elektrotoer
  - 1. miejsce na 4. etapie Rothaus Regio-Tour
  - 1. miejsce na 1. etapie Vuelta a Burgos
  - 2. miejsce w Grand Prix d'Ouverture La Marseillaise
  -  2. miejsce w mistrzostwach świata (do lat 23, jazda ind. na czas)
- 2009
  - 2. miejsce na 5. etapie Tour de France
  - 2. miejsce w mistrzostwach Rosji (jazda ind. na czas)
- 2010
  - 1. miejsce na 6. etapie Tirreno-Adriático
  -  1. miejsce w mistrzostwach Rosji (start wspólny)
  - 2. miejsce w mistrzostwach Rosji (jazda ind. na czas)
- 2011
  -  1. miejsce w mistrzostwach Rosji (jazda ind. na czas)
- 2012
  - 3. miejsce w Driedaagse van West-Vlaanderen
- 2013
  - 3. miejsce w Tour du Poitou-Charentes

## Starty w Wielkich Tourach
| Grand Tour | 2007 | 2008 | 2009 | 2010 | 2011 | 2012 | 2013 |
| ---------- | ---- | ---- | ---- | ---- | ---- | ---- | ---- |
| Giro       | 128. | 140. | 167. | 131. | -    | 143. | -    |
| Tour       | -    | -    | 140. | -    | 147. | -    | -    |
| Vuelta     | -    | 104. | -    | 148. | -    | 171. | -    |